# Gare de Lugano
Ne doit pas être confondu avec Gare de Lugano FLP.
La gare de Lugano est la principale gare ferroviaire de la ville suisse de Lugano, dans le canton du Tessin. La gare est située sur la ligne du Gothard, axe ferroviaire majeur reliant la Suisse à l'Italie. Elle est également à proximité directe de la gare de Lugano FLP, terminus du chemin de fer Lugano–Ponte Tresa, et du funiculaire Lugano-Ville – Lugano-Gare,, sur une colline à l'ouest du centre-ville, surplombant la ville et le lac de Lugano. Le funiculaire assure une liaison directe entre la gare et le centre-ville en contrebas. 
Elle est surnommée Terrazza del Ticino (« Terrasse du Tessin » en Français) depuis l'ouverture du tunnel de base du Saint-Gothard en 2016. 

## Situation ferroviaire
Établie à 334,8 mètres d'altitude, la gare de Lugano est située au point kilométrique 180,45 de la ligne du Gothard.
Elle est dotée de quatre voies et trois quais dont deux latéraux et un central.
La gare ne comprend aucune installation permettant de recevoir des trains de fret. Le trafic ferroviaire de fret de la région de Lugano est géré par la gare de Lugano Vedeggio, construite dans les années 1970 et accessible via une courte branche s'embranchant sur la ligne du Gothard à proximité de la gare de Taverne-Torricella.

## Histoire
La gare de Lugano a été provisoirement ouverte au public en 1874 dans le cadre de la mise en service du tronçon Lugano - Chiasso de la ligne du Gothard. En 1882, avec l'ouverture de la ligne traversant le col du Monte Ceneri jusqu'à Bellinzone et du tunnel ferroviaire du Saint-Gothard, Lugano fut reliée au reste du canton du Tessin et au nord de la Suisse. 
Le funiculaire Lugano-Ville – Lugano-Gare ouvert ses portes en 1886, suivi par le chemin de fer Lugano – Tesserete (LT) en 1909 et le chemin de fer Lugano–Ponte Tresa (FLP) en 1912. Le chemin de fer Lugano - Tesserete fonctionnait à partir d'un terminus et d'un dépôt situés au nord-est de la gare principale, tandis que le chemin de fer Lugano-Ponte Tresa avait construit un terminus en sous-sol au sud-est de la gare. 
En 1910, l'offre de transports publics y a été complétée avec la mise en service d'une branche du tramway urbain de la ville jusqu'au parvis de la gare,,. 
Jusqu'en 1927, la gare formait une barrière entre la ville et le quartier de Besso. Cependant, cette année-là, un tunnel routier et un passage souterrain piétonnier ont été construits sous la voie ferrée, ce qui a également permis l'extension des tramways de la ville dans le quartier de Besso. 
Le tramway de Lugano a fermé ses portes dans les années 1950, suivi par le chemin de fer Lugano – Tesserete en 1967. L'emplacement de sa gare est désormais occupé par l'arrêt des bus régionaux et le rond-point à l'extrémité nord du parvis de la gare. 
Entre 1990 et 1992, la gare de Lugano FLP a été rénovée et agrandie. Le bâtiment au niveau de la rue a été transformé en restaurant, même si les quais au niveau inférieur restent toujours utilisés. 
En 1998, un projet a été lancé pour améliorer la gare et ses abords pour lequel a été retenu l'architecte suisse Aurelio Galfetti. Il s'agissait notamment du réaménagement du parvis de la gare, en particulier pour assurer la sécurité du cheminement des piétons. En 2007, le passage inférieur de la gare a été restauré tandis qu'un troisième quai a été construit au nord, ouvrant également un nouvel accès à la gare.         

## Service des voyageurs

### Accueil
Gare des CFF, elle dispose d'un imposant bâtiment voyageurs abritant de nombreuses commodités dont un guichet de vente CFF, un restaurant ainsi qu'une galerie commerciale. Les trois quais disposent de distributeurs automatiques de titres de transport.
Le bâtiment voyageurs est situé le long du quai côté centre-ville mais la gare dispose tout de même d'une seconde entrée du côté Besso de la gare, au niveau de l'autre quai latéral. L'ensemble des quais est relié par deux passages souterrains.
La gare est entièrement accessible aux personnes à mobilité réduite. Deux parcs relais permettent le stationnement des automobiles, dont l'un au nord de la gare offrant 62 places et l'autre au sud proposant 116 places.

### Desserte

#### Trafic grandes lignes
Située au sud de la ligne du Gothard, la gare de Lugano est un nœud majeur du réseau de transport ferroviaire tessinois. Elle est à ce titre desservie par de nombreuses grandes lignes reliant le nord du pays au canton du Tessin dont les lignes 2 et 21 qui relient respectivement Bâle et Zurich à Lugano chaque heure. Ces trains sont régulièrement prolongées en tant qu'EuroCity au nord vers l'Allemagne et/ou vers l'Italie jusqu'à Milan, puis, trois fois par jour, vers Venise-Santa-Lucia, Bologne-Centrale et Gênes-Piazza-Principe.
Un train RegioExpress circule également chaque heure d'Erstfeld à Lugano, voire à Milan en correspondance au nord avec les lignes 26 et 46 respectivement à destination de Bâle et Zurich.
- Bâle CFF – Olten – Lucerne – Arth-Goldau – Bellinzone  – Lugano – Chiasso – Côme San Giovanni – Monza – Milan-Centrale
- Gare centrale de Francfort-sur-le-Main – Bâle CFF (– Arth-Goldau – Bellinzone  – Lugano / – Berne – Brigue) – Milan-Centrale
- Zurich – Arth-Goldau – Bellinzone – Lugano – Chiasso – (Milan-Centrale – Venise-Santa-Lucia/Gênes-Piazza-Principe)/(Milan-Rogoredo – Bologne-Centrale)
- 2 Gare centrale de Zurich – Zoug – Arth-Goldau – (Altdorf -) Bellinzone – Lugano
- 21 Bâle CFF – Olten – Lucerne – Arth-Goldau – Bellinzone – Lugano

En saison estivale, Lugano est également desservie du mardi au dimanche, y compris les jours fériés, par le train « Gothard Panorama Express » uniquement dans le sens aller, en provenance d'Arth-Goldau. Ce train, classé Panoramic Express propose un aller-retour par jour spécialement pour les touristes reliant le canton du Tessin à Flüelen et Arth-Goldau par la ligne de faîte du Gothard. Ceux-ci peuvent continuer leur trajet jusqu'à Lucerne en correspondance avec un bateau assurant le trajet sur les eaux du lac des Quatre-Cantons.

#### RER Tessin
La gare de Lugano fait également partie du réseau express régional tessinois, assurant des liaisons rapides à fréquence élevée dans l'ensemble du canton du Tessin. Elle est, à ce titre, desservie par la ligne RegioExpress RE80 reliant chaque demi-heure Locarno à Lugano et Chiasso via le tunnel de base du Ceneri. La ligne est prolongée toutes les heures jusqu'à la gare de Milan-Centrale. La desserte est complétée chaque demi-heure par la ligne S10 circulant de Biasca (prolongés plusieurs fois par jour à Airolo) à Chiasso (prolongés une fois par heure jusqu'à Côme) et chaque heure par la ligne S50 reliant Bellinzone à l'aéroport de Milan Malpensa. Les trains de la ligne S50 circulent chaque fois couplés avec des trains de la ligne S10 de Biasca à Mendrisio. Enfin, la gare est desservie toutes les demi-heures par les trains de la ligne S90 reliant Giubiasco à Lugano, prolongée une fois par heure jusqu'à Mendrisio, en empruntant la ligne historique du Monte Ceneri.
- RE80 Locarno - Tenero - Cadenazzo - Lugano - Lugano Paradiso - Mendrisio - Chiasso (- Côme San Giovanni - Seregno - Monza - Milan-Centrale)
- S10  (Airolo -) Biasca - Bellinzone - Giubiasco - Lugano - Mendrisio - Chiasso (- Côme San Giovanni)
- S50 (Airolo -) Biasca - Bellinzone - Giubiasco - Lugano - Mendrisio - Varèse - Gallarte - Aéroport de Malpensa T1 - Aéroport de Malpensa T2 (circule chaque heure en coupe/accroche avec la ligne S10 en gare de Mendrisio)
- S90 Giubiasco - Rivera-Bironico - Mezzovico - Taverne-Torricella - Lugano (- Capolago-Riva San Vitale - Mendrisio)

### Intermodalité

#### Gare de Lugano LFP
À proximité du parvis de la gare, en souterrain, se situe la gare de Lugano FLP, terminus de la ligne à écartement métrique de Lugano à Ponte Tresa. L'ancien bâtiment voyageurs de la gare, situé au niveau de la rue, a été transformée en un restaurant,,. Cette gare est desservie par les trains de la ligne S60 du RER tessinois tous les quarts d'heure en journée ainsi que toutes les demi-heures le soir et le week-end.

#### Funiculaire Lugano Ville - Lugano-Gare
Le funiculaire Lugano-Ville – Lugano-Gare, dont la gare est située en souterrain sous le bâtiment voyageur de la gare de Lugano, circule en continu de 5 h 0 à environ 0 h 0 tous les jours de la semaine. 

#### Lignes urbaines et interurbaines
Les autobus urbains des Trasporti Pubblici Luganesi (TPL) desservent la gare au niveau de l'arrêt Lugano, Stazione situé à l'extrémité sud du parvis. Cet arrêt voit s'arrêter les lignes 2, 4 et 6 des TPL. Il est également desservi par la ligne « Bernina-Express » assurée par les Chemins de fer rhétiques en autocar depuis Tirano et en correspondance avec les trains panoramiques ralliant Coire. 
Les bus régionaux de CarPostal et de l'Autolinee Regionali Luganesi desservent l'arrêt Lugano, Stazione Nord situé à l'extrémité nord. CarPostal assure à cet arrêt les services 422 en direction de Cademario, 442 vers Tesserete via Vezia et Cureglia, 443 vers Tesserete via Porza et Comano, 445 vers Lamone, Palm Express » vers Saint-Moritz et la ligne nocturne Capriasca Night Express pour Tesserete. Autolinee Regionali Luganesi y arrête également les services de la ligne 461 en direction de Villa Luganese. 
CarPostal dessert également l'arrêt Lugano, Stazione Via Sorengo situé à proximité directe de la sortie ouest de la gare avec la ligne 436 à destination d'Agra et la ligne nocturne Collina d'Oro Night Express effectuant le tour de la colline au sud de Lugano. 
Cependant, la majorité des lignes de bus et d'autocars de Lugano desservent non pas la gare ferroviaire mais la gare routière souterraine Lugano, Autosilo Balestra située en centre-ville, non loin de la gare aval du funiculaire Lugano-Ville - Lugano-Gare. 

Intermodalité autour de la gare de Lugano
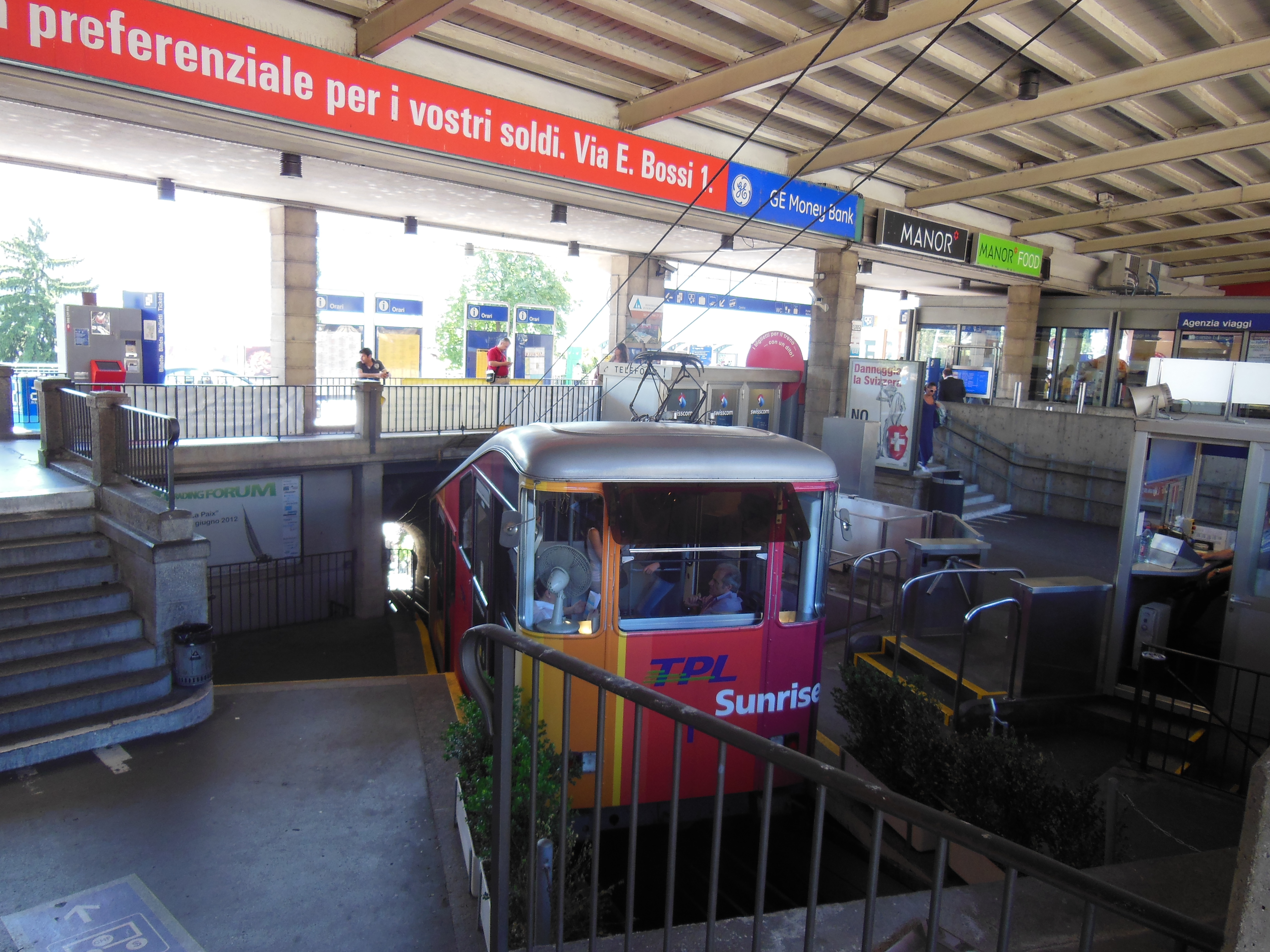
Le funiculaire vu depuis le quai principal.
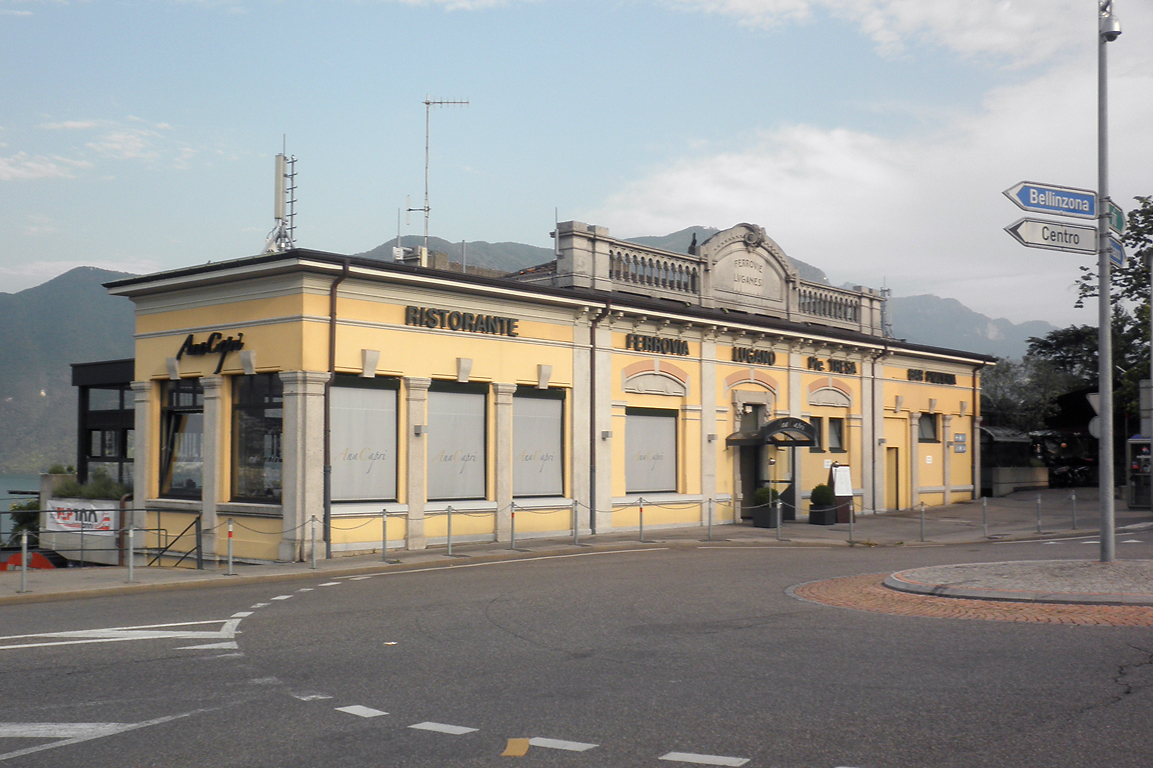
Le bâtiment voyageur de la gare historique du Lugano-Ponte Tresa, aujourd'hui utilisée comme restaurant.
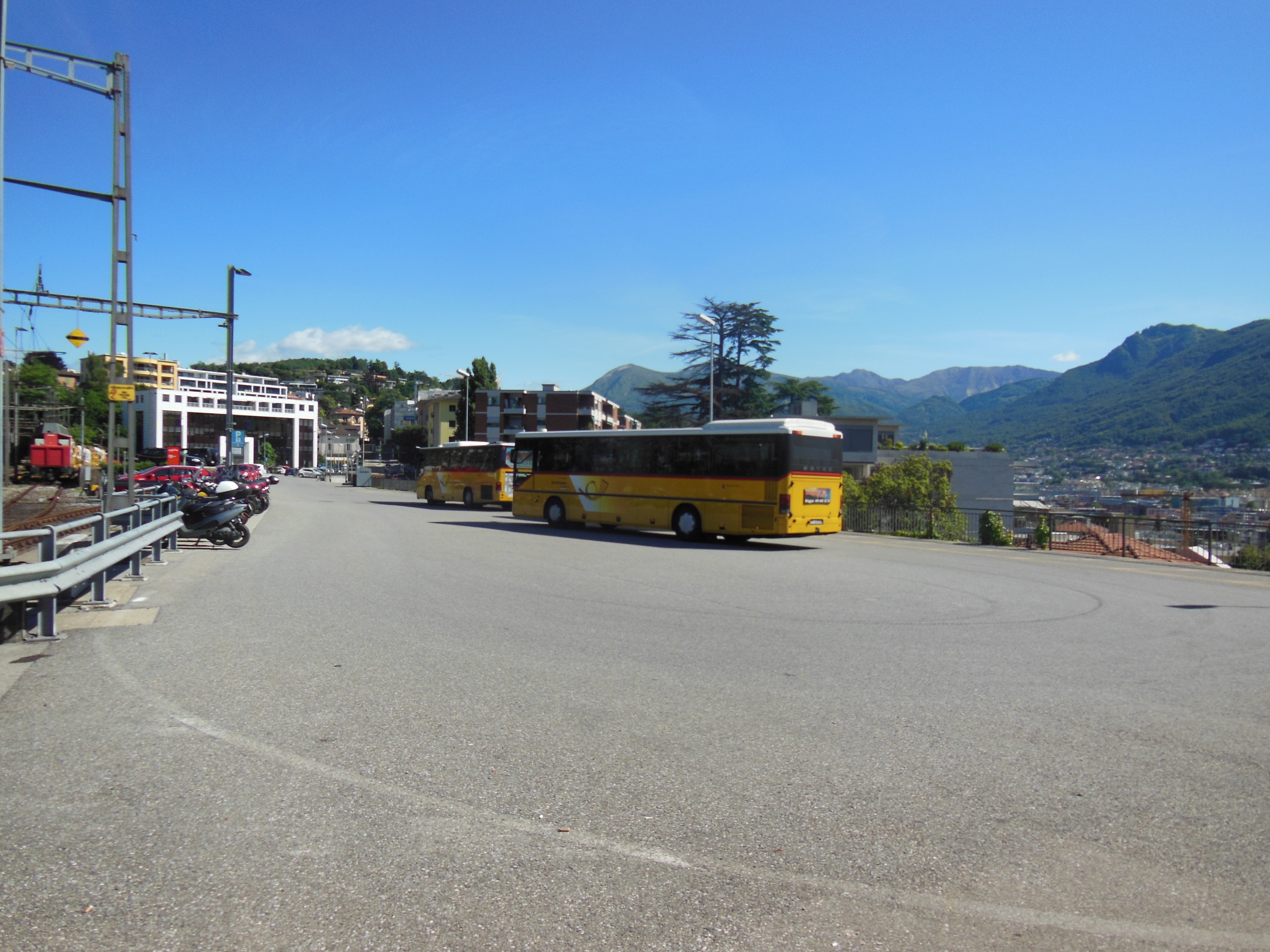
Arrêt des bus régionaux en lieu et place de l'ancienne gare du LT.
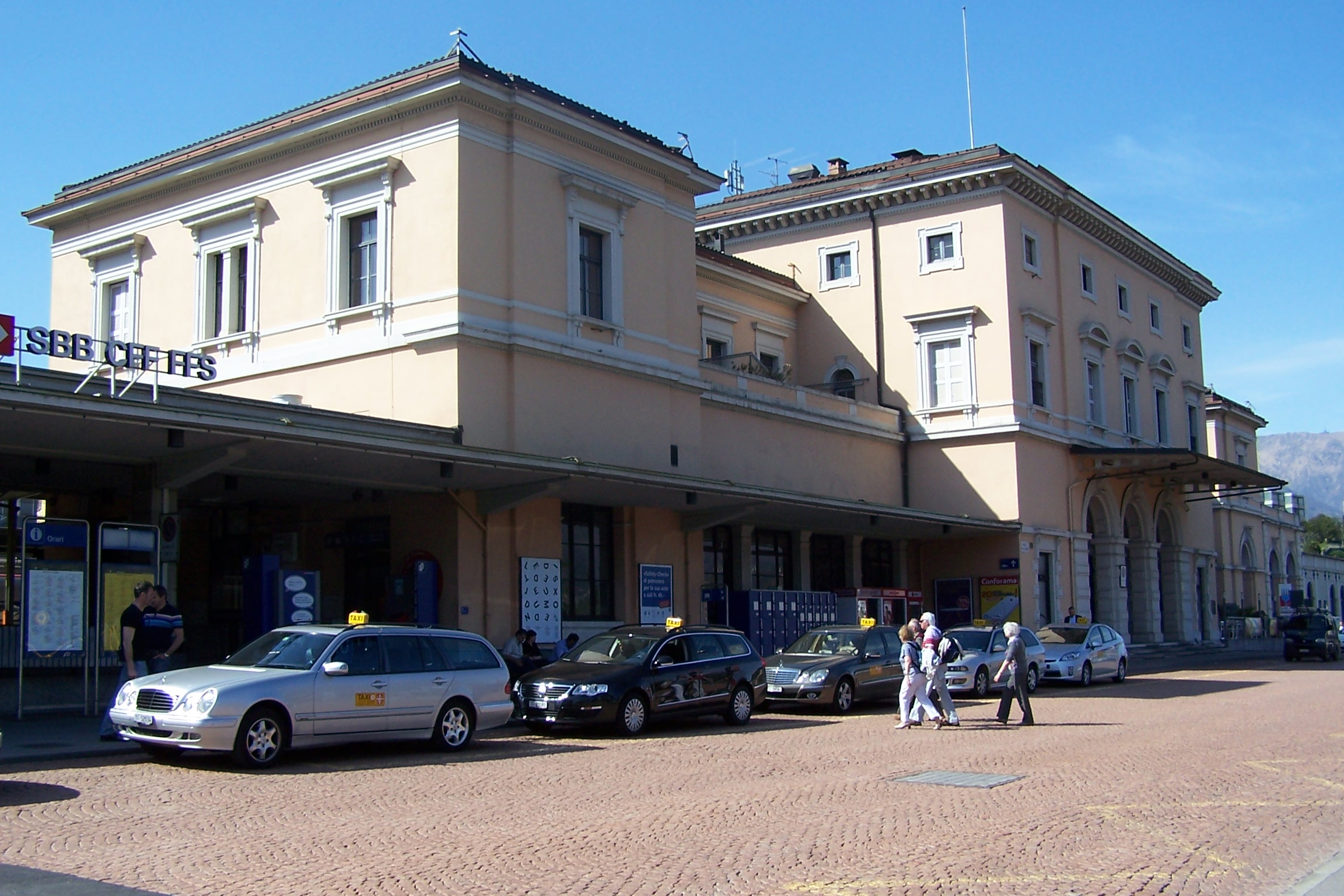
La gare de Lugano avant la rénovation de 2016 à 2017.